# Faenor
Faenor är en community i Storbritannien.   Den ligger i kommunen Ceredigion och riksdelen Wales, i den södra delen av landet, 280 km väster om huvudstaden London.
Den västligaste delen av Faenor, Waun Fawr, är en del av Aberystwyth tätort. Den största byn i resten av Faenor är Comins Coch.